# Roșia (gmina w okręgu Sybin)
Roșia – gmina w Rumunii, w okręgu Sybin. Obejmuje miejscowości Cașolț, Cornățel, Daia, Nou, Nucet i Roșia. W 2011 roku liczyła 5241 mieszkańców.